# نبرد فیلکه
نبرد فیلکه نبردی است که میان پادگان کویتی مستقر در فیلکه و نیروهای مهاجم عراقی در جریان تهاجم عراق به کویت در ۲ اوت ۱۹۹۰ روی داد. پادگان کویتی شامل یک گروهان پیاده‌نظام، یک گروهان مرزبانی، و یک گروهان پدافند هوایی مجهز به سامانه‌های موشکی هاوک بود. نیروهای عراقی نیز از یک گردان نیروهای ویژه که با بالگرد منتقل شده بودند، به‌همراه یک گردان تفنگدار دریایی تقویت‌شده تشکیل می‌شدند.

## پیامد
پس از تصرف موفق جزیره توسط ارتش عراق، جمعیت جزیرهٔ فیلکه تخلیه شد و ۲٬۰۰۰ ساکن آن به سرزمین اصلی تبعید شدند. این جزیره در سال ۱۹۹۱ توسط نیروهای آمریکایی بازپس‌گرفته شد. آن‌ها با بهره‌گیری از ابزارهای جنگ روانی، نیروهای عراقی حاضر در جزیره—که شمارشان به ۱٬۴۰۰ نفر می‌رسید—را بدون شلیک یک گلوله وادار به تسلیم کردند.